# Encomienda de gestión
La encomienda de gestión es una técnica del Derecho administrativo español, utilizada en la organización de la Administración pública para la traslación del aspecto material de una potestad a un órgano distinto del encomendante. Este último conservará los aspectos jurídicos de tal potestad, dejando al órgano encomendado la realización de las actividades de carácter físico, material o técnico correspondientes. El traslado de potestad responderá a razones de eficacia, es decir, deberá ser consecuencia de la falta de medios técnicos idóneos del encomendante para la realización de la actividad en cuestión.
La encomienda de gestión no supone, tal y como dicta el artículo 11 de la Ley 40/2015, de 1 de octubre, de Régimen Jurídico del Sector Público (LRJSP), una cesión de titularidad de la competencia, ni de los elementos sustantivos de su ejercicio, siendo responsabilidad del órgano o entidad encomendante dictar cuantos actos o resoluciones de carácter jurídico den soporte o en los que se integre la concreta actividad material objeto de encomienda.
Hay que destacar que las personas físicas o jurídicas sujetas a Derecho privado no podrán recibir la encomienda de gestión, salvo para las entidades que tengan la consideración de medio propio instrumental de la Administración, según se establece en el artículo 24.6 del TRLCSP (Texto Refundido de la Ley de Contratos del Sector Público, aprobado mediante Real Decreto Legislativo 3/2011, de 14 de noviembre). En todo caso, habría de seguirse la regulación dispuesta para los contratos públicos, teniendo la persona que competir con aquellos licitadores que se ofrezcan.